# Alhassana Bojang
Alhassana Bojang, mit der Schreibvariante Alasana Bojang, (* 20. Jahrhundert in Pirang; † 23. November 2016 in Brikama) war ein gambischer Politiker.

## Leben
| Parlamentswahl | Stimmen | Stimmanteil     |
| -------------- | ------- | --------------- |
| 2012           | n/a     | ohne Konkurrenz |

Alhassana Bojang trat bei der Wahl zum Parlament 2012 als Kandidat der Alliance for Patriotic Reorientation and Construction (APRC) im Wahlkreis Kombo East in der Brikama Administrative Area an. Da es von der Opposition keinen Gegenkandidaten gab, konnte er den Wahlkreis für sich gewinnen.
Bojang starb im November 2016 im Brikama health center, er wurde in Pirang bestattet.